# David Ambrosio
David „Dave“ Ambrosio (* 1. April 1968) ist ein US-amerikanischer Musiker (Kontrabass) des Modern Jazz, der sich auch als Batá-Trommler betätigt.

## Leben und Wirken
Ambrosio hat einen Abschluss in klassischer Komposition und Jazzperformance. Seit den späten 1990er Jahren arbeitete er mit Musikern wie Christophe Schweizer, Michael McGinnis, Matt Renzi, George Schuller, Rob Garcia, Don Peretz und Eri Yamamoto. Er war einer der Leiter der kollaborativen Formationen 40Twenty und Grupo Los Santos, mit der er die Alben Clave Heart (Origin Arts 2012) und Lo que somos lo que sea (Deep Tone 2007) herausbrachte. 2001 hatte er die Gelegenheit, in Kuba mit der Grupo Los Santos, mit Max Pollacks Rumbatap und lokalen afro-kubanischen Folklore- und Tanzensembles aufzutreten. Bald darauf begann er eine zwölfjährige intensive Beschäftigung mit afro-kubanischem Batá-Trommeln bei den Meistertrommlern Miguel Bernal, Carlos Gomez und Carlos Aldama. Er tourte häufig in Zentral- und Südostasien im Auftrag des US-Außenministeriums. Ambrosio arbeitet außerdem mit dem BMI/New York Jazz Orchestra unter Leitung von Jim McNeely.
Im Trio mit Loren Stillman und Russ Meissner legte Ambrosio unter eigenem Namen die beiden Alben Gone (2014) und Four on the Road (2018) bei Fresh Sound New Talent vor. Im Sextett, das er gemeinsam mit Schlagzeuger Russ Meissner leitete, veröffentlichte er 2016 Moments in Time bei SteepleChase Records, mit Loren Stillman, Nate Radley, Chris Cheek, Leonard Thompson (Piano). Im Bereich des Jazz war er laut Tom Lord zwischen 1998 und 2018 an 43 Aufnahmesessions beteiligt. Ambrosio trat des Weiteren mit Kenny Werner, Terry Gibbs, Buddy DeFranco, George Garzone, Joseph Jarman und Ralph Alessi auf. Gemeinsam mit Donny McCaslin, Duane Eubanks, Bruce Barth und Victor Lewis spielt er zudem im Quintett Civil Disobedience, das Musik von Bobby Hutcherson, Jackie McLean, Stanley Cowell, Howard Land, Joe Chambers und James Spaulding interpretiert. Mit dem Trio Trio (mit Rich Perry & Dave Scott) erschien 2019 das Album Nice Treatment bei SteepleChase. In seinem Quartett spielen Tim Hagans, Joel Frahm und Billy Mintz. Gegenwärtig (2019) leitet Ambrosio zudem ein Quintett, dem John Carlson (Trompete), Hery Paz (Tenorsaxophon), Bruce Barth (Piano) und Jay Sawyer (Drums) angehören.